# Packwood
Packwood és una població dels Estats Units a l'estat d'Iowa. Segons el cens del 2000 tenia 223 habitants.

## Demografia
Segons el cens del 2000, Packwood tenia 223 habitants, 101 habitatges, i 65 famílies. La densitat de població era de 111,8 habitants/km².
Dels 101 habitatges en un 24,8% hi vivien nens de menys de 18 anys, en un 56,4% hi vivien parelles casades, en un 4% dones solteres, i en un 35,6% no eren unitats familiars. En el 34,7% dels habitatges hi vivien persones soles el 17,8% de les quals corresponia a persones de 65 anys o més que vivien soles. El nombre mitjà de persones vivint en cada habitatge era de 2,21 i el nombre mitjà de persones que vivien en cada família era de 2,86.
Per edats la població es repartia de la següent manera: un 23,3% tenia menys de 18 anys, un 5,4% entre 18 i 24, un 27,8% entre 25 i 44, un 23,8% de 45 a 60 i un 19,7% 65 anys o més.
L'edat mediana era de 40 anys. Per cada 100 dones de 18 o més anys hi havia 85,9 homes.
La renda mediana per habitatge era de 32.000 $ i la renda mediana per família de 37.321 $. Els homes tenien una renda mediana de 28.438 $ mentre que les dones 16.250 $. La renda per capita de la població era de 17.081 $. Cap de les famílies i el 0,8% de la població estaven per davall del llindar de pobresa.

## Poblacions més properes
El següent diagrama mostra les poblacions més properes.